# Ивеличи
Иве́личи (серб. Ивелићи) — русский графский род.
Происходит из Рисана в Боке Которской (ныне в Черногории), где их предки ещё в XIV веке были областными начальниками. Пользовались графским титулом с XVI века.
Род графов Ивеличей внесён в V часть родословной книги Владимирской губернии.

## Описание герба
Щит пересечён серебряным поясом, обременённым в середине червлёной лилией между двух червлёных четырёхлистных роз с четырьмя зелёными листками. В верхней части в червлёном поле золотой двуглавый коронованный орел. В нижней части в зелёном поле серебряный полумесяц вверх.
Над щитом графская корона с тремя графскими шлемами, из коих средний коронован, а крайние украшены червлёно-серебряными венчиками. Нашлемники: среднего шлема — золотой двуглавый коронованный орел; крайних — червлёные четырёхлистные розы с четырьмя зелёными листками. Намёты: среднего шлема — червлёный с золотом; крайних шлемов — червлёный с серебром. Щитодержатели: два золотых льва с головами, обращёнными назад, с червлёными глазами и языками.
(Гербовник, XIII, 11).

## Известные представители рода
- Ивелич, Марк Константинович, «Ивелич I» (1740—1825) — граф, генерал-лейтенант, сенатор России.
  - Его дочь Ивелич, Екатерина Марковна (1795—1838), графиня, поэтесса, автор эпиграмм.
- Ивелич, Семён Константинович, «Ивелич II» (? — после 1797) — граф, георгиевский кавалер (1794), полковник (1797).
- Ивелич, Иван Константинович, «Ивелич III» (? — после 1810) — граф, генерал-майор.
  - Его сын Ивелич, Пётр Иванович, «Ивелич IV» (1772 — после 1850) — граф, генерал-майор.

Номера после фамилии означают прозвища, под которым представители этого рода были известны в России.

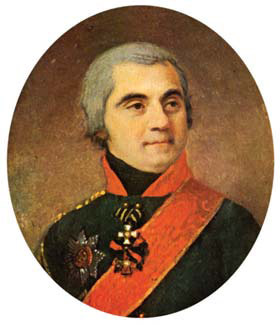
Марк Константинович Ивелич
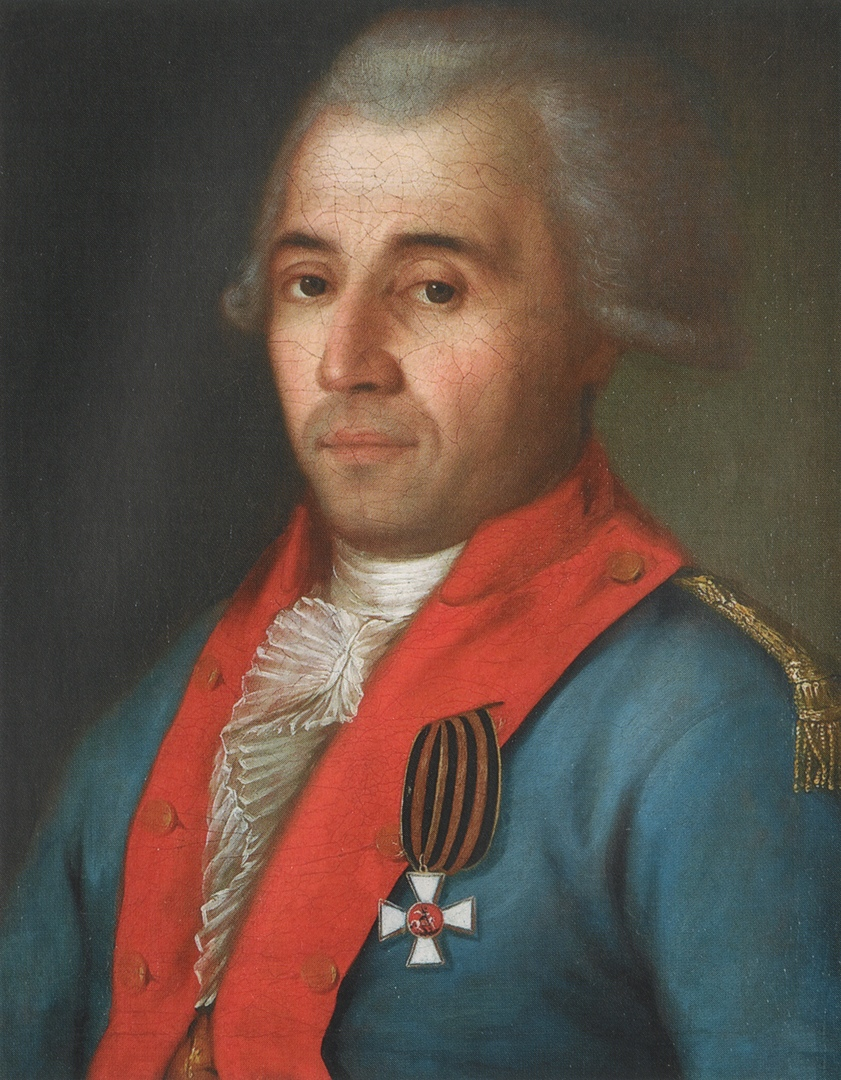
Семён Константинович Ивелич
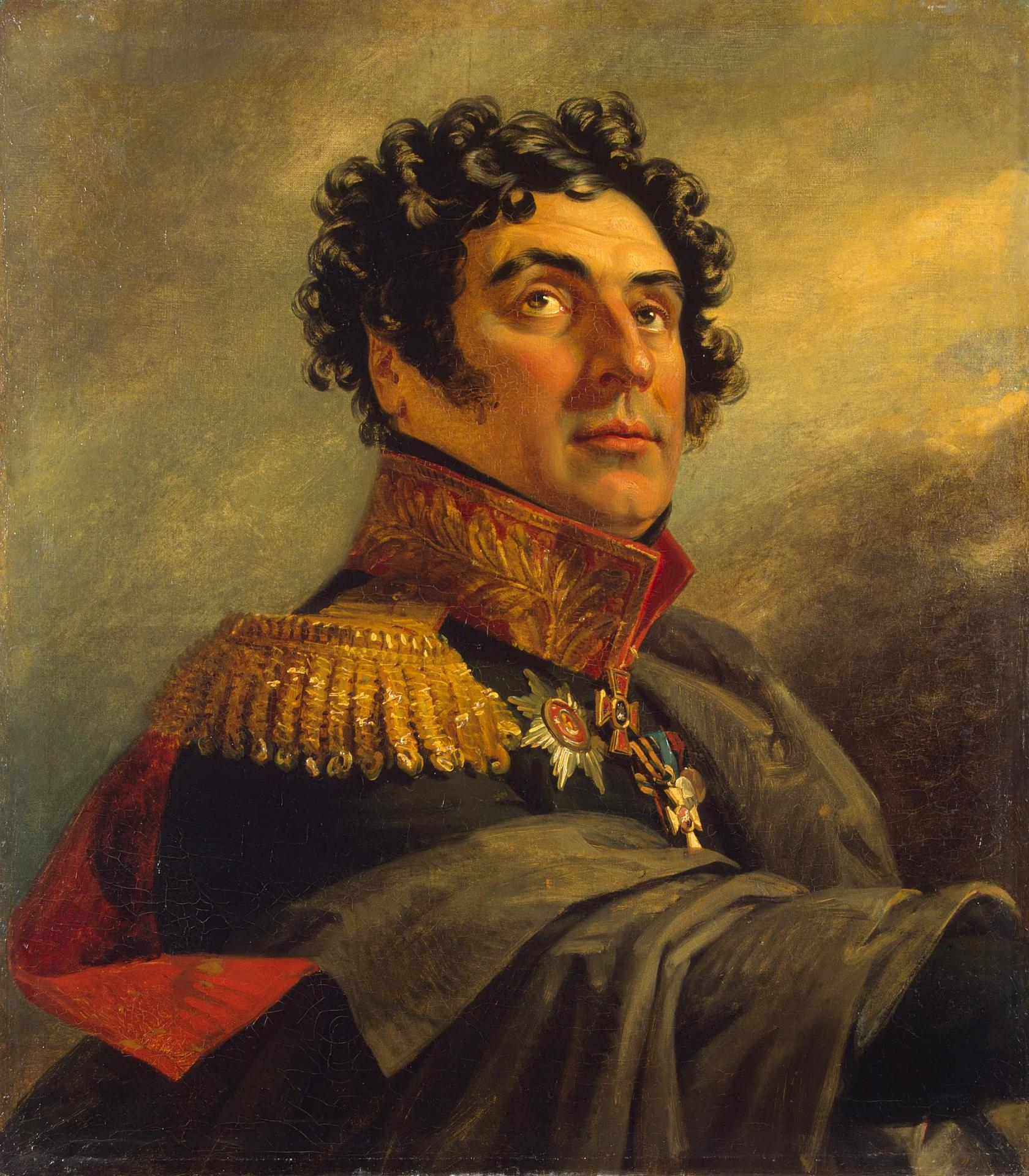
Пётр Иванович Ивелич